# Копальня Сонія
Копальня Сонія (Sonia) — виробничий майданчик на північному заході Іспанії, що займається видобутком кварцу.
Гірнича ліцензія на видобуток кварцу з родовища Сонія була видана в 1963 році. Станом на кінець століття копальня належала компанії Cuarzos Industriales, якою володіла португальська Cimpor. В 1996-му Cuarzos Industriales викупила компанія FerroAtlántica зі складу іспанської групи Villar Mir, що в 1990-х роках сконцентрувала в своїх руках всю феросплавну галузь Іспанії — заводи в Монсоні, Бу, Сее, Думбрії, а також завод металургійного кремнію в Сабоні. Саме ця галузь є великим споживачем кварцу, який є основою для феросиліцію, феросилікомарганцю та металургійного кремнію. З 2015-го контроль над копальнею перейшов до Ferroglobe, що була створена шляхом злиття FerroAtlántica з американською Globe Specialty Metals.
Станом на першу половину 2020-х потужність копальні становить 150 тисяч тонн кварцу на рік. При цьому в 2021, 2022 та 2023 роках фактично було видобуто 125, 141 та 119 тисяч тонн. Розробка ведеться відкритим способом.
Окрім кварцу металургійної якості, копальня продає наповнювач — породу, що не відповідає вимогам до хімічних специфікацій або розімру часток.
Окрім власного видобутку збагачувальна фабрика на Сонія здійснює підготовку породи, доправленої з розташованої за п'ять кілометрів копальні Кончітіна.